# 川崎静子
川崎 静子（かわさき しずこ、1919年（大正8年）12月3日 - 1982年（昭和57年）10月4日）は、昭和期の声楽家（アルト）・歌手・オペラ歌手・音楽教育者。旧姓は千葉。旧字体表記は靜子。二期会の創設者の一人。

## 経歴
1919年（大正8年）、東京府（現: 東京都）に生まれる。
在学中から東京音楽学校（現: 東京藝術大学）による信時潔『海道東征』のアルトソロを務め、全国で演奏旅行を行なう。
1941年（昭和16年）に東京音楽学校を卒業。ヘルマン・ヴーハープフェニッヒ、田中伸枝、リア・フォン・ヘッサートに師事。
同年に新交響楽団（現: NHK交響楽団）定期演奏会でモーツァルト『フィガロの結婚』のマルチェルリーナを歌い、東京音楽学校以外でのデビュー。1943年（昭和18年）4月21、22日、日本交響楽団（現: NHK交響楽団）第245回定期演奏会にてブラームス『アルト・ラプソディ』（アルト、男声合唱、管弦楽）のソロ。指揮はローゼンシュトック、合唱は成城合唱団。
時節柄、軍歌や国民歌謡の録音も行ない、『サイパン殉国の歌』や『輝く黒髪』をヒットさせた。
戦後は藤原歌劇団で活動し、特にビゼー『カルメン』タイトル・ロールを当たり役とする傍ら、二期会の結成に参画。
1951年（昭和26年）1月27日に日比谷公会堂で文部省芸術祭参加作品として、ベルリオーズ『ファウストの劫罰』の訳詞を演奏会形式で2公演、舞台として9公演を行い、これをNHKラジオが収録して放送している（ただし川崎は出演していない）。 芸術祭後にソプラノの三宅春恵、アルトの川崎靜子、テノールの柴田睦陸、バリトンの中山悌一の4名が中心となり、「先人のオペラ活動を第1期に自らは第2期の中心として気概を新たに」という趣旨から「二期会」を結成し、1952年（昭和27年）2月15日に結成披露・基金募集の「ヴォーカル・コンサート」が行われた。プログラムには、2月現在の二期会会員として以下の16人の名前が記されている。三宅春恵、大熊文子、朝倉万紀子、柴田喜代子、荒牧規子、川崎靜子、佐々木成子、木下保、柴田睦陸、渡邊高之助、中山悌一、秋元清一、関忠亮、石津憲一、畑中良輔、伊藤亘行。同年2月25日から28日にかけて、日比谷公会堂でプッチーニ『ラ・ボエーム』を訳詞で、マンフレート・グルリット指揮の東京交響楽団演奏で初演する（ただしやはり川崎は出演していない）。
一方で川崎は同年の藤原歌劇団米国公演にも参加しており、1年余り藤原歌劇団のみで出演している。
二期会での初出演は1953年5月6 - 10日 新宿劇場でのフロトー『マルタ』ナンシーである。その後は二期会の数多くのオペラでアルトの主役を歌い、中心歌手として活躍した。
また、コンサートでは、カラヤン来日時におけるベートーヴェンの交響曲第9番のアルトソロを務めたのをはじめ、マーラーの交響曲第8番、バッハの『マタイ受難曲』などのオラトリオでも活躍した。
音楽教育者としては、1969年(昭和44年）- 1970年（昭和45年）東京藝術大学講師、1976年（昭和51年）- 1980年(昭和55年）名古屋音楽大学教授を務めた。
元二期会理事。
1982年（昭和57年）10月4日、肺炎のため、港区の病院で死去。62歳没。早世のためか栄典はないが、昭和期の日本の声楽界を語るうえで不可欠の人物である。
その功績を称え、1983年（昭和58年）から二期会オペラ研修所マスタークラスを最優秀の成績で修了した歌手に「川崎静子賞」が贈られており（第1回の受賞者は永井和子）、2019年（平成31年）現在でも継続している。

## 主な出演歴
- 1940年11月26日 財団法人日本文化中央聯盟 信時潔『海道東征』東京音楽学校管絃楽部 木下保(Cond)、山内秀子、朝倉春子(Sop)、進藤梅子、千葉静子(Alt)、柴田睦陸(Ten)、藤井典明(Bar)、中山悌一、栗本正(Bas)、東京音楽学校生徒、上野児童音楽学園児童(Chr) 日比谷公会堂[13]
- 1940年11月29 - 30日昼夜 朝日新聞社会事業団 信時潔『海道東征』東京音楽学校管絃楽部 木下保(Cond)、山内秀子、朝倉春子(Sop)、進藤梅子、千葉静子(Alt)、柴田睦陸(Ten)、藤井典明(Bar)、中山悌一、栗本正(Bas)、東京音楽学校生徒 大阪朝日会館[13]
- 1940年12月1日 朝日新聞社会事業団 信時潔『海道東征』東京音楽学校管絃楽部 木下保(Cond)、山内秀子、朝倉春子(Sop)、進藤梅子、千葉静子(Alt)、柴田睦陸(Ten)、藤井典明(Bar)、中山悌一、栗本正(Bas)、東京音楽学校生徒 京都朝日会館[13]
- 1940年12月2日 名古屋音楽協会 信時潔『海道東征』東京音楽学校管絃楽部 木下保(Cond)、山内秀子、朝倉春子(Sop)、進藤梅子、千葉静子(Alt)、柴田睦陸(Ten)、藤井典明(Bar)、中山悌一、栗本正(Bas)、東京音楽学校生徒 名古屋市公会堂[13]
- 1940年12月3日 岐阜県教育会 信時潔『海道東征』東京音楽学校管絃楽部 木下保(Cond)、山内秀子、朝倉春子(Sop)、進藤梅子、千葉静子(Alt)、柴田睦陸(Ten)、藤井典明(Bar)、中山悌一、栗本正(Bas)、東京音楽学校生徒 岐阜市公会堂[13]
- 1941年1月11日 ビクターレコード録音 信時潔『海道東征』東京音楽学校管絃楽部 木下保(Cond)、山内秀子、朝倉春子(Sop)、千葉静子(Alt)、藤井典明、渡邊高之助(Ten)、中山悌一(Bar)、栗本正(Bas)、東京音楽学校生徒、上野児童音楽学園児童(Chr)、東京音楽学校奏楽堂[13]
- 1941年4月30日 東京音楽学校管絃楽部 信時潔『海道東征』木下保(Cond)、山内秀子、朝倉春子(Sop)、千葉静子(Alt)、藤井典明、渡邊高之助(Ten)、中山悌一(Bar)、栗本正(Bas)、東京音楽学校生徒、上野児童音楽学園児童(Chr)、日比谷公会堂[13]
- 1941年5月28日 帝国女子医学薬学専門学校報国団、帝国女子理学専門学校報国団、鶴風会 東京音楽学校管絃楽部 信時潔『海道東征』木下保(Cond)、山内秀子、朝倉春子(Sop)、千葉静子(Alt)、渡邊高之助(Ten)、藤井典明(Bar)、中山悌一、栗本正(Bas)、東京音楽学校生徒(Chr)[13]
- 1941年6月13日 東京音樂學校 第93回定期演奏会 モーツァルト『フィガロの結婚』マルチェリーナ 共立講堂[14][14]
- 1941年12月4日 新交響楽団 第231回定期公演 モーツァルト『フィガロの結婚』マルチェリーナ 日比谷公会堂[15][15]
- 1942年2月11日 日本放送交響楽団(Orch)、信時潔『海道東征』木下保(Cond)、山内秀子、朝倉春子(Sop)、千葉静子(Alt)、渡邊高之助(Ten)、藤井典明(Bar)、伊藤武雄(Bas)、青い鳥子供合唱団、日本合唱団(Chr)、ラジオ放送 JOAK[13]
- 1942年5月31日 横浜木曜会 信時潔『海道東征』信時潔『海道東征』指揮 山根嘉壽夫 伴奏 山中達 児童合唱団 伴奏 中西梅子 S 藤島晴子 A 千葉静子 T 鷲崎良三 B 藤井典明 横浜開港記念会館[13][16]
- 1942年8月11 - 12日 満洲演奏旅行 東京音楽学校管絃楽部(Orch)、橋本國彦(Cond)、山内秀子(Sop)、千葉静子(Alt)、酒井弘(Ten)、藤井典明(Bar)ほか、東京音楽学校生徒(Chr)、大連: 協和会館[13]
- 1942年8月15 - 16日昼夜 - 17日朝 - 17日 信時潔『海道東征』満洲演奏旅行 橋本國彦(Cond)、山内秀子(Sop)、千葉静子(Alt)、酒井弘(Ten)、藤井典明(Bar)ほか、東京音楽学校生徒(Chr)、新京: 記念公会堂（17日朝のみ新京: 大同公園野外音楽堂）[13]
- 1942年8月19 - 20日 信時潔『海道東征』満洲演奏旅行 橋本國彦(Cond)、山内秀子(Sop)、千葉静子(Alt)、酒井弘(Ten)、藤井典明(Bar)ほか、東京音楽学校生徒(Chr)、ハルピン: 鉄路倶楽部 厚生会館[13]
- 1942年8月21 - 22日 信時潔『海道東征』満洲演奏旅行 橋本國彦(Cond)、山内秀子(Sop)、千葉静子(Alt)、酒井弘(Ten)、藤井典明(Bar)ほか、東京音楽学校生徒(Chr)、奉天: 大陸劇場[13]
- 1942年8月23日 信時潔『海道東征』満洲演奏旅行 橋本國彦(Cond)、山内秀子(Sop)、千葉静子(Alt)、酒井弘(Ten)、藤井典明(Bar)ほか、東京音楽学校生徒(Chr)、平壌: 平壌府公会堂[13]
- 1942年8月24 - 25日昼夜 信時潔『海道東征』満洲演奏旅行 橋本國彦(Cond)、山内秀子(Sop)、千葉静子(Alt)、酒井弘(Ten)、藤井典明(Bar)ほか、東京音楽学校生徒(Chr)、京城: 京城府民館大講堂[13]
- 1942年11月18日 信時潔『海道東征』「日本の母の歌」発表演奏会 橋本國彦(Cond)、山内秀子(Sop)、千葉静子(Alt)、酒井弘(Ten)、藤井典明(Bar)、東京音楽学校職員・生徒(Orch&Chr)、東京宝塚劇場[17]
- 1942年12月7日 信時潔『海道東征』大東亜戦争一周年記念国民士気昂揚大音楽会 東京音楽学校管絃楽部(Orch)、木下保(Cond)、山内秀子、朝倉春子(Sop)、千葉静子(Alt)、酒井弘(Ten)、藤井典明(Bar)、東京音楽学校生徒、上野児童音楽学園児童(Chr)、日比谷公会堂[17]
- 1943年4月21 - 22日 日本交響楽団（現: NHK交響楽団）第245回定期演奏会 ブラームス『アルト・ラプソディ』アルトソロ
- 1943年11月14日 信時潔『海道東征』東京音楽学校報国団第150回記念演奏会 東京音楽学校管絃楽部(Orch)、木下保(Cond)、山内秀子、藤田文子(Sop)、千葉静子(Alt)、萩谷納(Ten)、藤井典明(Bar)、秋元清一(Bas)、東京音楽学校生徒(Chr)、東京音楽学校奏楽堂[17]
- 1943年11月15日 信時潔『海道東征』出陣学徒壮行演奏会 東京音楽学校管絃楽部(Orch)、木下保(Cond)、山内秀子、藤田文子(Sop)、千葉静子(Alt)、萩谷納(Ten)、藤井典明(Bar)、秋元清一(Bas)、東京音楽学校生徒(Chr)、神田共立講堂[17]
- 1944年2月9日 信時潔『海道東征』東京放送管絃楽団(Orch)、木下保(Cond)、山内秀子、藤田文子(Sop)、千葉静子(Alt)、酒井弘(Ten)、秋元清一(Bas)、日本放送合唱団(Chr)、ラジオ放送 JOAK[17]
- 1949年1月15 - 28日 藤原歌劇團 ビゼー『カルメン』タイトル・ロール 帝国劇場[18]
- 1949年5月2日 藤原歌劇團 ビゼー『カルメン』タイトル・ロール 名古屋市公会堂[19]
- 1949年5月5 - 8日 藤原歌劇團 ビゼー『カルメン』タイトル・ロール 大阪朝日会館[20]
- 1950年1月28日 - 2月12日 藤原義江歌劇團 ビゼー『カルメン』タイトル・ロール 北野劇場 日比谷公会堂[21]
- 1950年5月13日 藤原歌劇團 ビゼー『カルメン』タイトル・ロール 早稲田大学大隈記念講堂 大講堂[22]
- 1950年10月3 - 8日 藤原歌劇團 ビゼー『カルメン』タイトル・ロール 宝塚大劇場[23][23]
- 1950年10月22 - 25日 藤原歌劇團 ビゼー『カルメン』タイトル・ロール 札幌松竹座 小樽中央座[24]
- 1950年10月30日 藤原歌劇團 ビゼー『カルメン』タイトル・ロール 福岡劇場[25]
- 1950年11月1日 藤原歌劇團 ビゼー『カルメン』タイトル・ロール 熊本歌舞伎座[26]
- 1950年11月4日 藤原歌劇團 ビゼー『カルメン』タイトル・ロール 銀座東宝劇場（広島）[27]
- 1951年2月26 - 28日 藤原歌劇團 ビゼー『カルメン』タイトル・ロール 歌舞伎座[28]
- 1951年5月31日 - 6月6日 藤原歌劇團 ヴェルディ『アイーダ』アムネリス 歌舞伎座[29]
- 1951年6月14 - 15日 藤原歌劇團 ビゼー『カルメン』タイトル・ロール 名古屋市公会堂[30]
- 1951年9月1 - 14日 藤原歌劇團 トマ『ミニヨン』タイトル・ロール 新橋演舞場[31]
- 1951年12月15 - 18日 藤原歌劇団 ビゼー『カルメン』タイトル・ロール 新橋演舞場[32]
- 1952年3月20 - 21日 藤原歌劇團 トマ『ミニヨン』タイトル・ロール 名古屋市公会堂[33]
- 1952年11月21 - 26日 藤原歌劇団 プッチーニ『蝶々夫人』スズキ 日比谷公会堂 新橋演舞場[34]
- 1953年1月9 - 15日 藤原歌劇団 ビゼー『カルメン』タイトル・ロール 日比谷公会堂[35]
- 1951年1月30日 東宝交響樂團 ビゼー『カルメン』タイトル・ロール 日比谷公会堂[36]
- 1953年3月25 - 28日 藤原歌劇団 ビゼー『カルメン』タイトル・ロール 新橋演舞場[37]
- 1953年5月6 - 10日 二期会 フロトー『マルタ』ナンシー 新宿劇場[10]
- 1953年6月20 - 23日 藤原歌劇團 二期會 東京ヴォーカル・グループ ヴェルディ『リゴレット』マツダレーナ 日比谷公会堂[38]
- 1953年11月27日 - 12月1日 二期会 フロトー『マルタ』ナンシー 弥栄会館[39]
- 1953年12月2 - 13日 二期会 フロトー『マルタ』ナンシー 大阪毎日会館[40][40]
- 1953年12月14 - 19日 二期会 フロトー『マルタ』ナンシー 宝塚大劇場[41][41]
- 1954年2月15 - 24日 二期會 ビゼー『カルメン』タイトル・ロール 日比谷公会堂[42]
- 1954年4月27 - 28日 NHK交響楽団 ベートーヴェン 交響曲第9番『合唱』カラヤン、S: 三宅春恵、A: 川崎静子、T: 柴田睦陸、Br: 伊藤亘行 宝塚大劇場[43]
- 1954年4月30日 - 5月1日 NHK交響楽団 ベートーヴェン 交響曲第9番『合唱』カラヤン、S: 三宅春恵、A: 川崎静子、T: 柴田睦陸、Br: 伊藤亘行 名古屋市公会堂[43]
- 1954年5月7 - 9日 NHK交響楽団第357回定期公演並びに臨時公演 ベートーヴェン 交響曲第9番『合唱』カラヤン、三宅春惠、川崎静子、柴田睦陸、伊藤亘行 東京芸術大学音楽部ほか 日比谷公会堂[43]
- 1954年5月27日 - 6月1日 日本樂劇協会 二期会 山田耕筰『黒船』姐さん 日比谷公会堂[44]
- 1954年7月3 - 5日 二期会 ベンジャミン・ブリテン『ルクリーシア』タイトル・ロール 日比谷公会堂[45]
- 1955年1月19 - 25日 二期會 清水脩『修善寺物語』桂 共立講堂 日比谷公会堂[46]
- 1955年2月9 - 10日 二期會 ビゼー『カルメン』タイトル・ロール 日比谷公会堂[47]
- 1956年10月30日 - 11月3日 都民劇場 リヒャルト・シュトラウス『薔薇の騎士』（日本初演）オクタヴィアン 日比谷公会堂（11月5 - 17日 産経ホール）[48]
- 1956年11月21日 - 12月2日 二期会 ビゼー『カルメン』タイトル・ロール 宝塚大劇場 大阪毎日会館[49][49]
- 1957年1月5 - 6日 二期会 ビゼー『カルメン』タイトル・ロール 日比谷公会堂[50]
- 1957年12月9日 - 1958年1月26日 二期会 プッチーニ『お蝶夫人』スズキ 日比谷公会堂 産経ホール[51]
- 1957年12月25日 二期会 プッチーニ『お蝶夫人』スズキ 日比谷公会堂（1958年1月3 - 4日 共立講堂）[52]
- 1960年3月6 - 19日 二期会 ヴェルディ『リゴレット』マッダレーナ 神奈川県立音楽堂[53]
- 1960年4月10日 - 6月29日 東京労音 ビゼー『カルメン』タイトル・ロール 日比谷公会堂 文京公会堂 産経ホール[54][54]
- 1960年7月3日 玉川大学管弦楽団 ベートーヴェン 交響曲第9番『合唱』近衛秀麿、伊藤京子、川崎静子、笹谷栄一郎、秋元雅一郎 文京公会堂[55]
- 1960年9月26日 - 10月30日 労音（各地） ビゼー『カルメン』タイトル・ロール[56][56]
- 1960年11月16 - 20日 二期会 オットー・ニコライ『ウィンザーの陽気な女房たち』ライヒ夫人 京都会館第一ホール[57][57]
- 1960年11月25 - 26日 二期会 オットー・ニコライ『ウィンザーの陽気な女房たち』ライヒ夫人 産経ホール[58]
- 1961年11月23日 玉川大学管弦楽団 ベートーヴェン 交響曲第9番『合唱』近衛秀麿、伊藤京子、川崎静子、笹谷栄一郎、秋元雅一郎 東京厚生年金会館[55]

## ディスコグラフィー
- 朝鮮国民学校教材鑑賞音盤: 日本歌曲集: 笠置山、子守唄、夕やけ小やけ、天神様の細道 大場勇之助（和声編曲）[編曲] 下総皖一（管弦楽編成）[編曲] 千葉静子 コロムビア女声合唱団（コロムビア（戦前） 商品番号 33783 1942-05）[59]
- 朝鮮国民学校教材鑑賞音盤: 日本歌曲集: 蛍狩、十五夜お月さま、さくらさくら 大場勇之助（和声編曲）[編曲] 下総皖一（管弦楽編成）[編曲] 千葉静子 永田みや子 コロムビア女声合唱団（コロムビア（戦前） 商品番号 33787 1942-05）[59]
- 大日本婦人会会歌 大坪学[作詞] 橋本国彦[作曲] 橋本国彦[編曲] 大谷冽子 千葉静子 女声合唱（ビクター 商品番号 A-4361 1942-12）[59]
- 一日の汗をぬぐいて 恩田幸夫[作詞] 福井文彦[作曲] 千葉静子 藤井典明 日本放送合唱団（ビクター 商品番号 A-4876 1942-12）[59]
- 水泳の歌／山田長政 唱歌[作詞] 唱歌[作曲] 藤井典明 千葉静子（ビクター 商品番号 A-190 1943-02）[59]
- 還らぬ偵察機 北原白秋[作詞] 海軍軍楽隊[作曲] 海軍軍楽隊[編曲] 藤井典明 千葉静子 海軍軍楽隊[伴奏] 内藤清五[指揮]（ビクター 商品番号 A-4381 1943-03）[59]
- 大航空の歌 西条八十[作詞] 佐々木俊一[作曲] 橋本国彦[編曲] 藤井典明 千葉静子 日本音響合唱団[合唱] 東京交響楽団[伴奏]（ビクター 商品番号 A-4474 1943-03）[59]
- 四重唱: 特別攻撃隊 本間一咲[作詞] 東京音樂學校[作曲] 下總皖一[編曲] 永田みや子 千葉静子 酒井弘[テノール] 藤井典明（コロムビア（戦前） 商品番号 33834 1943-04）[59]
- 試練の時 勝承夫[作詞] 岡本敏明[作曲] 千葉静子 日本ビクター合唱団[合唱] 日本ビクター管弦楽団[伴奏]（ビクター 商品番号 A-4408 1943-06）[59]
- 大詔奉戴日の歌 尾崎喜八[作詞] 信時潔[作曲] 服部正[編曲] 木下保 千葉静子 日本ビクター管弦楽団[伴奏]（ビクター 商品番号 A-4431 1943-10）[59]
- 靖国神社の歌 細渕国造[作詞] 帝国軍楽隊[作曲] 池譲[編曲] 藤井典明 千葉静子 日本ビクター管弦楽団[伴奏]（ビクター 商品番号 A-4431 1943-10）[59]
- 浜辺の丘 楢崎勤[作詞] 成田為三[作曲] 服部正[編曲] 千葉静子 日本音響管絃楽団[伴奏]（ビクター 商品番号 A-4472 1944-02）[59]
- サイパン殉国の歌 大木惇夫[作詞] 山田耕筰[作曲] 日蓄合唱団 日蓄管弦楽団[伴奏]（100897 209588 1945-02）
- 戦う花（花も戦うお国の為に結ぶ心の赤だすき） 千葉静子 女声合唱[合唱] 管弦楽[伴奏]（ビクター 商品番号 A-4487）[60]
- 野菊に寄せて（夏草の夏草の茂みが中に） 千葉静子（ビクター 商品番号 A-4487）[60]
- 故郷の翁[61]
- 学徒進軍歌 西條八十[作詞] 橋本国彦[作曲] 藤井典明 千葉静子（ビクター 商品番号 A-4475）[59]
- 戦う花（花も戦うお国の為に結ぶ心の赤だすき） 千葉静子 女声合唱[合唱] 管弦楽[伴奏]（ビクター 商品番号 A-4487）[59]
- 野菊に寄せて（夏草の夏草の茂みが中に） 千葉静子（ビクター 商品番号 A-4487）[59]
- 女子挺身隊の歌（輝く黒髪）西條八十[作詞] 古関裕而[作曲] 千葉静子[62]
- 國民歌謠 春の唄 喜志邦三[作詞] 内田元[作曲] 高木東六[編曲] 千葉靜子 高木東六[指揮] 帝國管絃樂團[伴奏]（テイチクレコード 商品番号 X5029）[59]
- 征くぞ空の決戦場 井上康文[作詞] 高木東六[作曲] 高木東六[編曲] 高木清 千葉静子 日本合唱団 帝国交響管弦楽団[伴奏]（テイチク 商品番号 X5053）[59]
- 故郷を離るる歌 吉丸一昌∥訳詞 服部正[編曲] 川崎靜子 日本ビクター女声合唱団[合唱] 日本ビクター管弦楽団[伴奏] （ビクター 商品番号 AE-73）[63]
- アイ・アイ・アイ 二条啓輔[作詞] スペイン民謡 川崎静子 宮原惇子[ピアノ] （ビクター 商品番号 AE-228）[63]
- 文化の日の唄 松井和子[作詞] 柴田源太郎[作曲] 飯田信夫[編曲] 藤井典明 川崎静子 日本ビクター女声合唱団 （ビクター 商品番号 V-40290 1950-01）[63]
- 君よ知るや南の国 堀内敬三∥訳詞 トマ[作曲] 飯田信夫[編曲] 川崎静子 日本ビクター管弦楽団[伴奏] （ビクター 商品番号 NK-3090 1951-04）[63]
- 西班牙小夜曲 堀内敬三∥訳詞 ビゼー[作曲] 飯田信夫[編曲] 川崎静子 日本ビクター管弦楽団[伴奏] （ビクター 商品番号 NK-3090 1951-04）
- 故郷を離るる歌 吉丸一昌∥訳詞 ドイツ民謡 服部正[編曲] 川崎静子 日本ビクター管絃楽団 日本ビクター女声合唱団 （ビクター 商品番号 V-40647 1951-07）[63]
- 平城山 北見志保子[作詞] 平井康三郎[作曲] 川崎静子 ビクター・オーケストラ[伴奏] （ビクター 商品番号 NK-3120 1952-03）[63]
- 通りゃんせ 本居長世[編曲] 川崎静子 宮原惇子[ピアノ] （ビクター 商品番号 NK-3174 1954-03）[63]
- 住友金属工業株式會社社歌 / 住友金属工業行進曲 伊藤武雄 川崎静子 / 清水脩 - 東京交響樂團（VICTOR レコード番号 PR 1360）
- ジプシー民謡『ポロ』 勝田保世[作詞] 勝田保世[編曲] 川崎静子 小倉俊[ギター] 勝田保世[フラメンコ・ギター] （ビクター 商品番号 NK-3186）[63]
- セビリヤの在歌 勝田保世[作詞] 勝田保世[編曲] 川崎静子 小倉俊[ギター] 勝田保世[フラメンコ・ギター] （ビクター 商品番号 NK-3186）[63]
- SP 流浪の民 4重唱 三宅春恵/川崎静子/柴田睦陸/中山悌一 NH-2020
- CD 軍歌・戦時歌謡大全集6/戦時歌謡4（オムニバス）
- CD8枚組 軍歌戦時歌謡大全集 CD-BOX（オムニバス）
- CD6枚組 SP音源復刻盤 信時潔作品集成（オムニバス）
- CD 1956年9月29日 ベートーヴェン 交響曲第9番『合唱』第4楽章 山田一雄（指揮） NFC 交響楽団 三宅春恵（ソプラノ） 川崎静子（アルト） 柴田睦陸（テノール） 秋元雅一郎（バリトン） 玉川学園合唱団 （産経ホール）
- CD 1961年5月1日 ベートーヴェン 交響曲第9番『合唱』フランツ・コンヴィチュニー (指揮) ライプツィヒ・ゲヴァントハウス管弦楽団 笹田和子 (Sp) 川崎静子 (Alt) 布施隆治 (Tn) 中山悌一 (Bn) アサヒコーラス（日比谷公会堂 NHK収録 ステレオ・ライヴ）
- CD3枚組 生誕100年記念 永遠のテナー 柴田睦陸（オムニバス）
- CD7枚組 ローム ミュージック ファンデーション SPレコード復刻集（オムニバス）
- CD13枚組 宮城道雄作品大全集（オムニバス）

## 家族
- 夫は川崎稔（元第百生命保険会長）[2]